# Groot Open Top Eco 5000
Der Groot Open Top Eco 5000, kurz OTECO 5000, ist ein Serien-Frachtschiffstyp des Schiffsingenieurbüros Groot Ship Design in Leek.

## Geschichte
Zunächst wurden vier Einheiten des Typs von der Leeraner Reederei Briese bei der Werft Zhejiang Zengzhou Shipbuilding Company in Zhoushan geordert, deren Ablieferung von Dezember 2017 bis Juli 2018 vorgesehen war. Diese ersten vier Einheiten des Typs –  die ersten Neubauten für die Reederei Briese seit der Schifffahrtskrise – kamen von Februar bis Dezember 2018 in Fahrt. Weitere vier waren in Planung, wurden aber nicht fertiggestellt.

## Technik
Die Motorschiffe des Groot-Open-Top-Eco-5000-Typs sind als Open-Top-Mehrzweck-Trockenfrachtschiffe mit vorne über der Back angeordnetem abgerundetem Deckshaus und einem langen Laderaum ohne eigenes Ladegeschirr ausgelegt. Der Typ verfügt über einen größtenteils kastenförmigen (box-shaped) Laderaum mit einem Rauminhalt von 6347 m³, der für den Transport von Containern eingerichtet ist. Die Tankdecke, die mit bis zu 17 t/m² belastet werden kann, ist für den Ladungsumschlag und Transport von Schwergut verstärkt. Die durchgehende Luke wird von Pontonlukendeckeln verschlossen, die einzeln von einem Lukenwagen geöffnet und verfahren werden können. Der Lukenwagen verfügt über zwei Proviantkräne mit einer Last von jeweils 1 t.
Angetrieben werden die Schiffe der Baureihe von einem in Anqing in Lizenz gefertigtem MaK-Achtzylinder-Viertakt-Dieselmotor des Typs 8M20C mit einer Leistung von rund 1600 kW, der über ein Untersetzungsgetriebe auf einen Verstellpropeller und einen Wellengenerator mit 413 kVA Leistung wirkt. Weiterhin stehen zwei Sisu-Hilfsdiesel mit jeweils 134 kW Leistung und ein Notdiesel mit 100 kW Leistung zur Verfügung. Die An- und Ablegemanöver werden durch ein Bugstrahlruder unterstützt.
Die eisverstärkten Rümpfe wurden in Sektionsbauweise zusammengefügt. Die Schiffe haben einen über der Wasserlinie leicht eingezogenen Groot Cross-Bow-Steven, der in das Deckshaus übergeht.
Die unter der Flagge der Niederlande betriebenen Einheiten der Baureihe sind für die weltweite Fahrt zugelassen und auch für den Transport von Projektladungen, Massengütern, Massenstückgütern und Containern geeignet.

## Die Schiffe
| Groot Open Top Eco 5000 | Groot Open Top Eco 5000 | Groot Open Top Eco 5000 | Groot Open Top Eco 5000 | Groot Open Top Eco 5000                   | Groot Open Top Eco 5000         |
| Bauname                 | Bau- nummer             | IMO- Nummer             | Ablieferung             | Auftraggeber                              | Umbenennungen und Verbleib      |
| ----------------------- | ----------------------- | ----------------------- | ----------------------- | ----------------------------------------- | ------------------------------- |
| Porthos                 | ZZ071                   | 9815317                 | 6. Februar 2018         | Briese Schiffahrts GmbH & Co.KG MS Aries  | 2018 Monika, so in Fahrt        |
| Aramis                  | ZZ072                   | 9815329                 | 17. Juli 2018           | Briese Schiffahrts GmbH & Co.KG MS Bootes | so in Fahrt                     |
| Treville                | ZZ073                   | 9815331                 | 25. September 2018      | Briese Schiffahrts GmbH & Co.KG MS Antila | so in Fahrt                     |
| D'Artagnan              | ZZ074                   | 9815343                 | 10. Dezember 2018       | Briese Schiffahrts GmbH & Co.KG MS Caelum | 2018 Johannes, so in Fahrt      |
| Alexandre               | ZZ075                   | 9858204                 | -                       | Briese Shipping, Scheemda                 | vor Fertigstellung verschrottet |
| Raoul                   | ZZ076                   | 9858216                 | -                       | Briese Shipping, Scheemda                 | vor Fertigstellung verschrottet |
| Planchart               | ZZ077                   | 9858228                 | -                       | Briese Shipping, Scheemda                 | vor Fertigstellung verschrottet |
| Phillippe               | ZZ078                   | 9858230                 | -                       | Briese Shipping, Scheemda                 | vor Fertigstellung verschrottet |
| Daten: Equasis          |                         |                         |                         |                                           |                                 |